# Arhopala bazalus
Arhopala bazalus är en fjärilsart som beskrevs av William Chapman Hewitson 1862. Arhopala bazalus ingår i släktet Arhopala och familjen juvelvingar. Inga underarter finns listade i Catalogue of Life.

## Bildgalleri

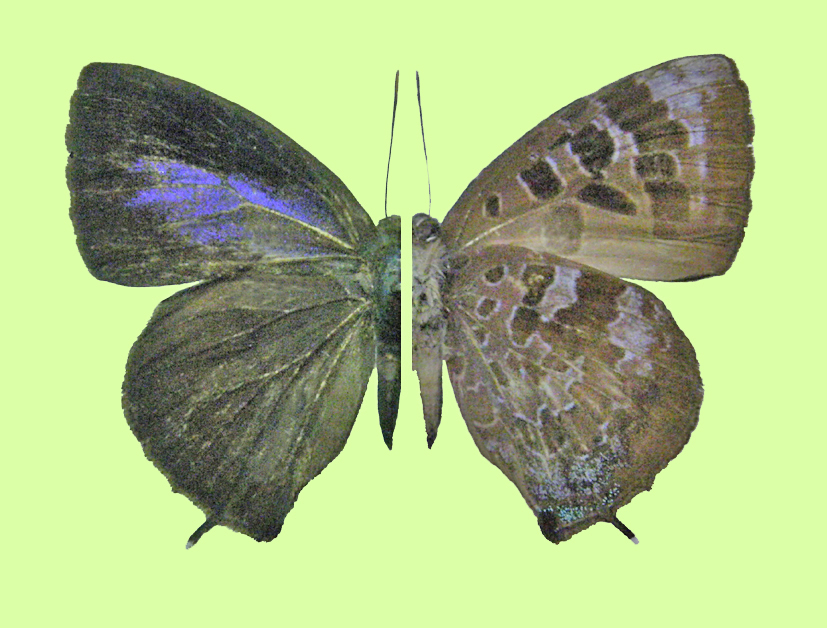
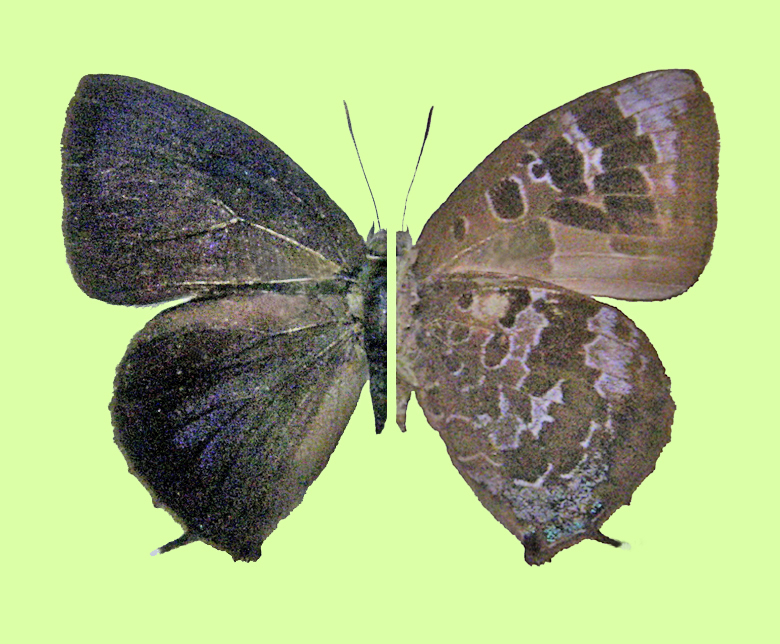
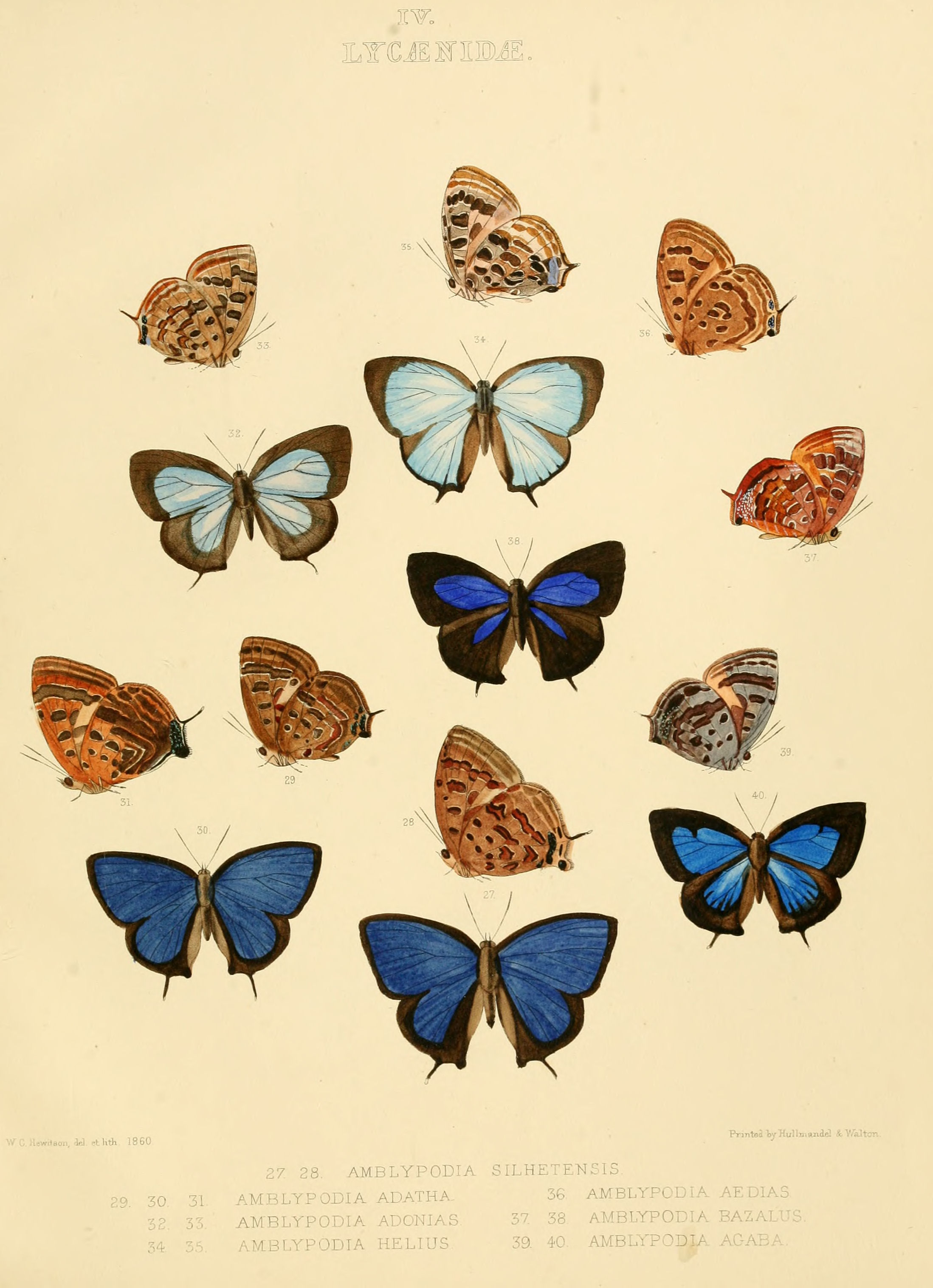
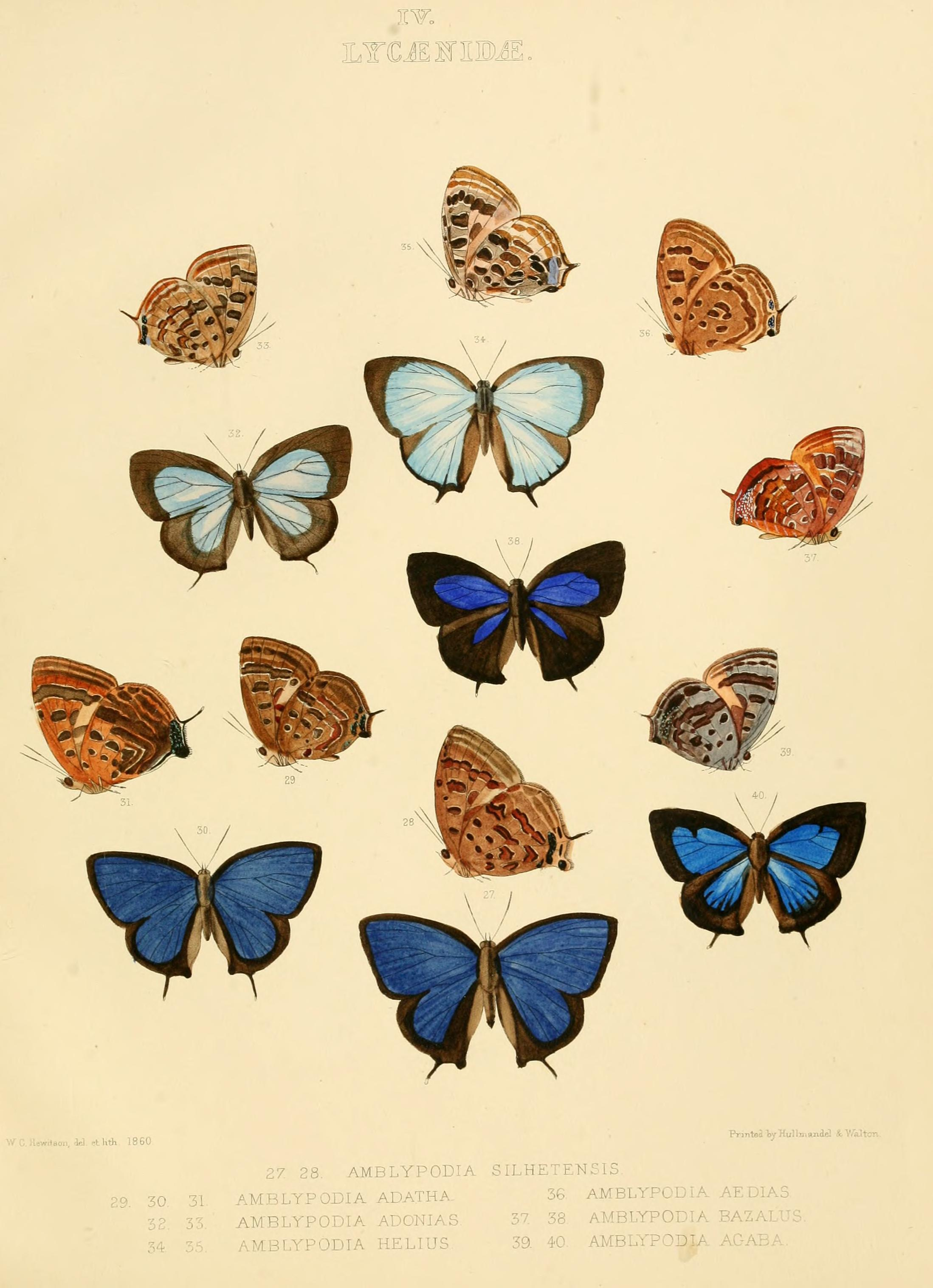